# Herbert Zech (Rechtswissenschaftler)
Herbert Zech (* 1974 in München) ist ein deutscher Rechtswissenschaftler und Biologe.

## Leben
Herbert Zech studierte Rechtswissenschaften an den Universitäten Erlangen und München und wurde 2003 an der Universität Konstanz promoviert. Im Anschluss studierte er von 2003 bis 2007 Biologie an der Technischen Universität Kaiserslautern und schloss mit dem Diplom ab.
Im Jahr 2012 wurde er an der Universität Bayreuth für Bürgerliches Recht, Handels- und Gesellschaftsrecht, Recht des geistigen Eigentums, Wettbewerbsrecht und Technikrecht habilitiert. Seine Habilitationsschrift trägt den Titel "Information als Schutzgegenstand". Seit 2012 war er außerordentlicher Professor für Privatrecht mit Schwerpunkt Life-Sciences-Recht an der Universität Basel, seit 2015 war er dort ordentlicher Professor für Life Sciences-Recht und Immaterialgüterrecht.
Seit 2019 hat er den Lehrstuhl für Bürgerliches Recht, Technik- und IT-Recht an der Humboldt-Universität zu Berlin inne und ist als Direktor und Principal Investigator am Weizenbaum-Institut für die vernetzte Gesellschaft tätig.

## Schriften (Auswahl)
- Pflichten und Haftung des GmbH-Geschäftsführers bei Kapitalverlusten in Deutschland und Italien. Konstanz 2002 (online; Dissertation, Universität Konstanz, 2003).
- Information als Schutzgegenstand. Mohr Siebeck, Tübingen 2012. ISBN 978-3-16-151893-5
- Verhandlungen des 73. Deutschen Juristentages • Hamburg 2020/Bonn 2022,  Band 1: Gutachten Teil A: Entscheidungen digitaler autonomer Systeme: Empfehlen sich Regelungen zu Verantwortung und Haftung? C.H.Beck, München 2020. ISBN 978-3-406-74632-1
- hrsg. mit Axel Metzger: Sortenschutzrecht. SortG, GSortV, PatG, EPÜ. Kommentar Beck, München 2015. ISBN 978-3-406-68445-6